# Cessna 421
Cessna 421 — легкий двомоторний літак.

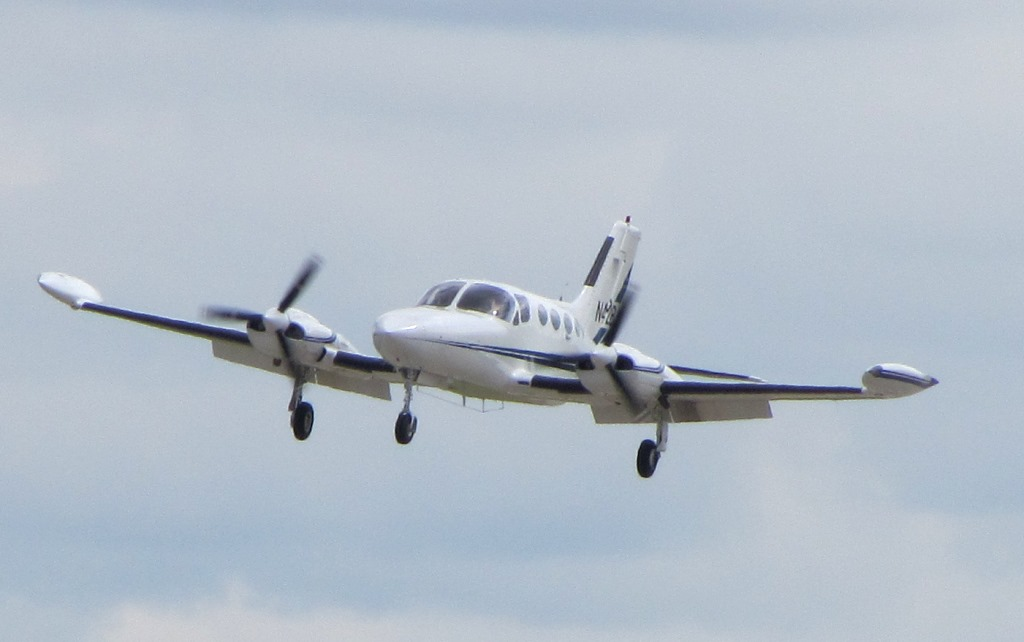

Розроблений компанією Cessna. Був вдосконаленням версії Cessna 411. Дослідний екземпляр здійснив перший політ 14 жовтня 1965 р. З 1970 р. почався серійний випуск.
Моноплан з шестимісною кабіною.
Короткі ЛТХ
Потужність: 375 к./с (2 × Continental GTSIO-520-L)
Вага (порожній): 2042 кг
Вага (максимальна злітна): 3379 кг
Максимальна швидкість: 472 км/год
Крейсерська швидкість: 440 км/год на висоті 7600 м
Паливо: 780 л (206 гал)
Макс. дальність польоту: 2700 км
Швидкопідйомність: 9.9 м/с
Стеля: 9200 м.